# Кадый
Кады́й — посёлок городского типа в Костромской области России, выполняющий функции административного центра Кадыйского муниципального округа.
Является единственным населённым пунктом в составе одноимённого муниципального образования городское поселение посёлок Кадый со статусом городского поселения.

## Этимология
Существует несколько версий происхождения названия посёлка Кадый. По одной из них, топоним происходит от гидронима Кадый, ныне известного как Кадыевка (река бассейна Нёмды). Другая версия связывает название с солеваренным промыслом, который издавна существовал в этих местах, предполагая происхождение от слов «кади» или «кадка», обозначавших соляные колодцы.
Названия жителей Кадыя — кады́йцы (по свидетельству А. И. Солженицына в «Архипелаг ГУЛАГ»), кадыйча́не и кадыя́не.

## География
Посёлок расположен в южной части Костромской области, преимущественно на правом берегу реки Вотгать (правый приток Нёмды), вблизи места впадения в неё небольшой речки Кадыевки. Расстояние до областного центра, города Костромы, составляет около 135 км по прямой и 145 км по федеральной автомобильной дороге Р-243.

## Транспортное сообщение
Через Кадый проходит автомобильная дорога федерального значения Р-243 «Кострома—Шарья—Киров—Пермь», автодорога 34Н-30 «Антропово—Палкино—Кадый» и автодорога 34К-94 «Кадый—Завражье». На местной автостанции (Площадь имени Потехина) останавливаются междугородние автобусы, следующие по маршрутам № 518 «Кострома—Макарьев», № 520 «Кострома—Кологрив», № 522 «Кострома—Боговарово», № 524 «Кострома—Завражье», № 526 «Кострома—Шарья» № 528 «Кострома—Поназырево», № 551 «Кострома—Нея», № 578 «Кострома—Георгиевское» и внутримуниципальные автобусы по маршрутам № 300 «Кадый—Низкусь» и № 548 «Кадый—Ведрово».

## История

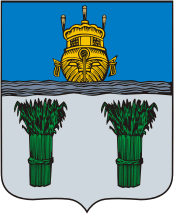
Исторический герб Кадыя (1779)

Территория современного Кадыя является древним районом жизни русского народа. Первыми эти земли заселяли финно-угорские племена меря, чудь, весь. В XII веке сюда пришла славянская колонизация, достигшая Волги и далее распространившаяся вглубь северных лесов Кадыйского края.
Несмотря на защиту обширных лесов, край не был полностью безопасен. В XIV и XV веках серьёзную угрозу представляли набеги казанских татар, приводившие к опустошению деревень и уводу жителей в полон. Крепости того времени часто выдерживали осады. Известно, что ещё в XV веке на территории самого Кадыя и в его окрестностях, например, у Займища, где когда-то стоял храм Бориса и Глеба, осуществлялась добыча соли из подземных солевых источников. Процесс добычи включал отрытие колодцев, установку над ними треноги («сохи»), использование полого бревна с клапаном («матицы») для выкачивания рассола и его последующее выпаривание в специальных строениях («варницах») на больших железных сковородах («цренах»). Постепенно солеварение, приносившее доход, пришло в упадок.
Первое документальное упоминание о Кадые датируется 1546 годом. В том числе, более точной датой возникновения считается 25 июля 1546 года, когда царской грамотой Ивана IV (Грозного) Кадый был пожалован приходом Костромского уезда. Он был создан как город-крепость в первой четверти XVI века, в период формирования оборонительного рубежа на северо-восточной окраине Московского государства, для защиты сначала от казанских, а затем крымских и ногайских татар. Назначением крепости была поддержка господства московского правительства. Кадый был расположен на стратегически важном пересечении дорог, связывая с одной стороны Юрьевец с Макарьевым и Галичем, а с другой — Вятку с Костромой. Крепость была хорошо укреплена, защищена глубокой в то время рекой Вотгатью и её притоком Кадыевкой, а в остальных частях — рвом.

Согласно «Сотной грамоте» 1573 года, составленной писцами Одинцовым и Наумовым по указу Ивана Грозного, «пригород на реке Вотгати на стрелке у речки Кадуевки» представлял собой укрепление с тремя стенами и тремя башнями. Крепость имела форму неправильного треугольника, защищённого водными рубежами с трёх сторон (река Вотгать, речка Кадыевка и наполненная водой канава с подъёмными мостами) и обнесённого стеной с тремя башнями. В составе арсенала указывалось 13 пушек и 30 пищалей (в других источниках детализация орудий различается). Гарнизон состоял из стрельцов и пушкарей. На территории крепости находилась соборная церковь Живоначальной Троицы, построенная по государственному повелению, а также воеводская изба, острог и казённый погреб с запасами пороха и свинца. Население Кадыя жило за чертой города, в посаде, где насчитывалось тридцать дворов посадских людей, десять дворов бобылей, а также жилища священнослужителей, ямщиков и стрельцов. Почти все жители посада занимались крестьянским трудом. Один из современников отмечал: 
Это своеобразный городок: в нем нет горожан в тесном смысле этого слова, так как все жители его занимаются преимущественно сельским хозяйством, нигде не приходится видеть такой массы овинов и так оригинально расположенных в разных концах города в виде особой группы строений, как здесь. В этом отношении эта единственный город во всей губернии. Народ здесь здоровый
. Возможно, уже тогда на посаде стояла деревянная Никольская церковь.
Экономическое положение Кадыя на пересечении дорог способствовало его развитию не только как крепости, но и как места торгового обмена. К началу XVII века в Кадые, по имеющимся сведениям, насчитывалось 30 семей посадских крестьян, 10 дворов безземельных жителей, 5 дворов церковнослужителей. В поселении располагались две деревянные церкви на центральной площади, питейный дом, казённый винный склад и ратуша.
В годы польской интервенции в начале XVII века жители Кадыя и окрестных земель принимали активное участие в народном ополчении северных городов, сражались с отрядами Лисовского в 1609 году и участвовали в войне под предводительством Минина и Пожарского в 1611—1612 годах. Источники сохранили сведения о подвиге жителей Коряковской волости (ныне Завражное сельское поселение), которые разбили отряд интервентов и преследовали его до Костромы. Эта победа имела важное значение для организации Нижегородского ополчения в 1612 году. В честь этой победы и Преподобного Макария Унженского коряковцы в том же году построили Макарьевский монастырь на правом берегу Немды, просуществовавший до 1708 года. Позднее, в 1798 году, на этом месте был возведён каменный храм в честь Преподобного Макария, который оказался затоплен при создании Горьковского водохранилища в 1953 году.
В тот же период Смутного времени в кадыйских лесах действовала атаманша Марья-панья с отрядом, грабившая окрестные деревни. Местные крестьяне, объединившись, напали ночью на спящий отряд на берегу Немды и уничтожили его.
С образованием обширных губерний при Петре I, Кадый вошёл в состав Костромской провинции Московской губернии. По данным 1722 года, население Кадыя составляло 227 человек, и численность практически не менялась на протяжении XVIII века по данным последующих четырёх ревизий. В середине XVIII века по распоряжению правительства жители города, жившие разбросанно по займищам («дворинам»), переселились ближе к центру, где находились две деревянные церкви (Троицы и Николая Чудотворца), кладбище, питейный дом, соляной амбар, соляные варницы и лавки. Жилая застройка в посаде располагалась на месте нынешних улиц Четвертного, Гагарина, Макарьевской, других улиц тогда не было. У основания нынешней Костромской улицы стоял дом воеводы, там же размещалась штатная рота солдат. В XVIII веке посад распространился и на левый берег Вотгати, противоположный крепости. Обе части посада имели обширные площади неправильной формы, прилегавшие к реке.
В 1760 году в городе учредили воеводскую канцелярию. К середине XVIII века солеваренный промысел, по-видимому, угас, хотя соляные колодцы на юго-восточной окраине города ещё сохранялись. Соляные колодцы по обоим берегам Вотгати пытался разрабатывать галичский купеческий сын Кокорев, но указом Правительствующего Сената от 15 сентября 1843 года ему было отказано в дальнейших работах по причине их безвыгодности для города, и они оказались в бездействии.
В 1778 году при царствовании Екатерины II Кадый получил статус уездного города Костромского наместничества и получил самоуправление и герб. В 1779 году был утверждён его герб, разработанный герольдмейстером Ф. М. Санти (по другим данным, И. фон Эссен). Описание герба (два пучка срезанной травы осоки в серебряном поле, символизирующие низменное положение города) вошло в свод законов Российской империи в 1830 году. В 1780 году в описании города указывалось, что кремль площадью в одну десятину расположен на низменном месте у слияния Вотгати и Кадыевки и частично обнесён земляным валом и рвом с восточной и южной сторон. Внутри кремля находились соборные церкви, а также учреждения: уездный нижний земский суд и казначейство. По обеим сторонам Вотгати располагались церкви, городовой магистрат, винный подвал и два питейных дома. Строений мещан и разночинцев насчитывалось сто пятьдесят, в которых проживали двести сорок две души мужского и двести пятьдесят женского пола. У церковной земли в тридцать десятин, расположенной вдоль большой столбовой дороги из Кадыя в Галич, стоял острог для содержания заключённых. 6 марта 1781 года императрица утвердила проект регулярного плана Кадыя, который учитывал сложившуюся структуру, но преобразовывал её на основе принципов классицизма с радиальными улицами от многоугольной центральной площади, разделённой Вотгатью.
При образовании Костромской губернии в 1796 году Кадыйский уезд был упразднён, и большая часть его территории отошла к Макарьевскому уезду. С 1797 года Кадый потерял уездное значение и стал заштатным городом Макарьевского уезда с упрощённым самоуправлением, что привело к потере промышленного и торгового значения. Купцы покидали город, и основным занятием местного мещанства стало хлебопашество. Кадый оставался преимущественно мещанским городом с небольшим числом жителей других сословий (дворян, разночинцев, духовенства, отставных и бессрочноотпускных солдат). В середине XIX века большая часть населения занималась крестьянским трудом, а также отхожими промыслами (сапоговаляние, малярные работы и др.).
В начале XIX века в Кадые появилось первое каменное строение — в 1810 году была разобрана старая деревянная Никольская церковь, а в 1811 году на её месте возведён сохранившийся до наших дней кирпичный храм.
Крупные лесные пожары 1839 и 1841 годов нанесли городу значительный ущерб. В огне 1839 года сгорели кремль и большинство городских построек, жители потеряли скот, хлеб и имущество, спасаясь в Вотгати. После пожара 1841 года, по свидетельству одного источника, уцелели лишь дом для ночлега царя Александра и обгоревшая церковь. По указу Николая I на восстановление Кадыя было выделено 15 тысяч рублей, правительство разрешило сбор пожертвований и на 2 года освободило жителей от податей и налогов.
В 1853 году в городе было сокращено число учреждений, закрыты магистрат и совестный суд. Управление стало осуществляться городским головой и двумя гласными (от купцов и мещан); полицейскую власть представлял становой пристав, подчинённый уездному исправнику в Макарьеве. Население к этому времени составляло 906 человек (415 мужчин и 491 женщина).
Местоположение среди обширных лесов и удалённость от железной дороги, прошедшей более чем в 80 верстах к северу, не способствовали бурному промышленному развитию. Основными занятиями оставались земледелие, скотоводство, бортничество, сбор грибов и ягод, охота, сплав леса, солеварение, шерстобитный промысел.

В начале XX века писатель А. Батуев так описывал Кадый в своей книге «В заволжских лесах»: 
Это заштатный маленький городок Костромской губернии. Он весь окружен лесами. <…> Сюда только и можно добраться на лошадях. <…> Городские постройки в Кадые расположены совсем не так, как в других городах. Бани и амбары, например, вынесены за черту города, на окраины. Вообще Кадый походит на большое село. Жителей в нем числилось при мне одна тысяча человек. <…> Дома одноэтажные и, конечно, деревянные
.
В 1923 году Кадый, фактически утративший городское положение, был переведён в категорию сельских населённых пунктов. В 1929 году он вошёл в состав Ивановской области, а в 1935 году в составе Костромской области был образован Кадыйский район, и Кадый стал его центром. В дальнейшем, несмотря на многочисленные административно-территориальные изменения, Кадый сохранял статус районного центра, что способствовало его развитию.
В 1971 году Кадый получил статус посёлка городского типа. Во второй половине XX века в посёлке активно развивалась социальная инфраструктура.

## Экономика
В советский период в посёлке функционировали значимые предприятия, такие как леспромхоз, завод по производству электрокабеля, филиал Московского завода тепловой автоматики, маслодельный завод, птицефабрика и другие.
В настоящее время на территории посёлка действуют такие предприятия, как ОГКУ «Кадыйское лесничество», ООО «Кадыйская мануфактура», ООО «Кадыйлес», ООО «Монтажник», ООО «Кадыйский фанерный комбинат».
Исторически жители Кадыя и окрестностей активно занимались различными промыслами и ремёслами, в том числе плотничеством, плетением, резьбой по дереву, жгонкой (выделкой кож), кузнечным делом, ткачеством, бондарным и печным делом, дегтярным производством. Многие из этих промыслов сохранились и в настоящее время.

## Население
| 1959  | 1970  | 1979  | 1989  | 2002  | 2008  | 2009  | 2010  | 2012  |
| ----- | ----- | ----- | ----- | ----- | ----- | ----- | ----- | ----- |
| 2539  | ↗3074 | ↗3430 | ↗4147 | ↘3882 | ↘3463 | ↗3488 | ↗3597 | ↘3570 |
| 2013  | 2014  | 2015  | 2016  | 2017  | 2018  | 2019  | 2020  | 2021  |
| ↘3542 | ↘3541 | ↘3535 | ↗3546 | ↘3507 | ↘3489 | ↘3445 | ↘3403 | ↘3102 |

Национальный состав
По итогам переписи населения 2020 года (прошедшей в 2021 году), среди жителей посёлка были представлены следующие национальности (национальности менее 0,1 % и другие указаны в сноске к строке «Другие»):
| Национальность | Численность, чел. | Доля     |
| -------------- | ----------------- | -------- |
| Русские        | 2804              | 90,39 %  |
| Даргинцы       | 36                | 1,16 %   |
| Узбеки         | 23                | 0,74 %   |
| Ингуши         | 13                | 0,42 %   |
| Таджики        | 11                | 0,35 %   |
| Аварцы         | 11                | 0,35 %   |
| Украинцы       | 4                 | 0,13 %   |
| Туркмены       | 4                 | 0,13 %   |
| Другие         | 196               | 6,33 %   |
| Итого          | 3102              | 100,00 % |

## Социальная сфера
В Кадые функционируют объекты социальной инфраструктуры, включая центральную районную больницу с поликлиникой, общеобразовательную среднюю школу, школу искусств, Дом детского творчества, два детских сада, две библиотеки и районный архив. Также имеется ОГБУ «Комплексный центр социального обслуживания населения» (КЦСОН).
Культурная жизнь представлена районным краеведческим музеем, открытым в 1988 году. В 1969 году в Кадые был открыт народный театр. Для занятий спортом в 2001 году построен физкультурно-оздоровительный комплекс. Исторически одним из культурных развлечений были кулачные бои, проводившиеся на «девятую» — престольный праздник на девятой неделе после Пасхи.
В 1863 году при Александре II в Кадые открылась первая школа — церковно-приходская. До этого времени жители оставались без образовательных учреждений, и даже городской голова в середине XIX века был неграмотным. Позднее в городе действовало одно одноклассное училище с двумя учителями и законоучителем, которое охотно посещалось местным населением. В 1898 году была открыта городская бесплатная библиотека-читальня.
На территории посёлка также расположены представительные и иные органы местного самоуправления городского поселения посёлок Кадый и Кадыйского муниципального района.

## Достопримечательности
Среди достопримечательностей посёлка:
- Никольская церковь — каменный храм, построенный в 1811 году на месте прежней деревянной церкви[10].
- Центральный парк.

## СМИ
В посёлке доступны следующие средства массовой информации:
- Телевидение: Областной телеканал «Русь» вещает в аналоговом режиме на 28 ТВК[32].
- Пресса: Издаётся общественно-политическая газета «Родной край»[33][7].

## В литературе
Посёлок Кадый упоминается Александром Солженицыным в его произведении «Архипелаг ГУЛАГ» (том 1, часть 1, глава 10 «Закон созрел») в связи с так называемым «Кадыйским делом».

## Известные уроженцы и жители
Среди известных людей, связанных с посёлком Кадый:
- Юдин Николай Николаевич (1911—1983) — Герой Советского Союза (родился в ныне не существующей деревне Большое Доронино, включённой в состав Кадыя).
- Смирнов Николай Александрович (1917—1965) — Герой Советского Союза (родился в ныне не существующей деревне Большое Столпино, включённой в состав Кадыя).
- Четвертной Михаил Алексеевич (1924—1991) — Герой Советского Союза (родился в посёлке Кадый).
- Белых Надежда Александровна (род. 1948) — художник, член Союза художников России (жила и работала в Кадые).